# جون كارل دانيلز
جون كارل دانيلز (بالإنجليزية: John Karl Daniels)‏ هو نحات أمريكي، ولد في 14 مايو 1875، وتوفي في 8 مارس 1978 في منيابولس في الولايات المتحدة.

## معرض صور

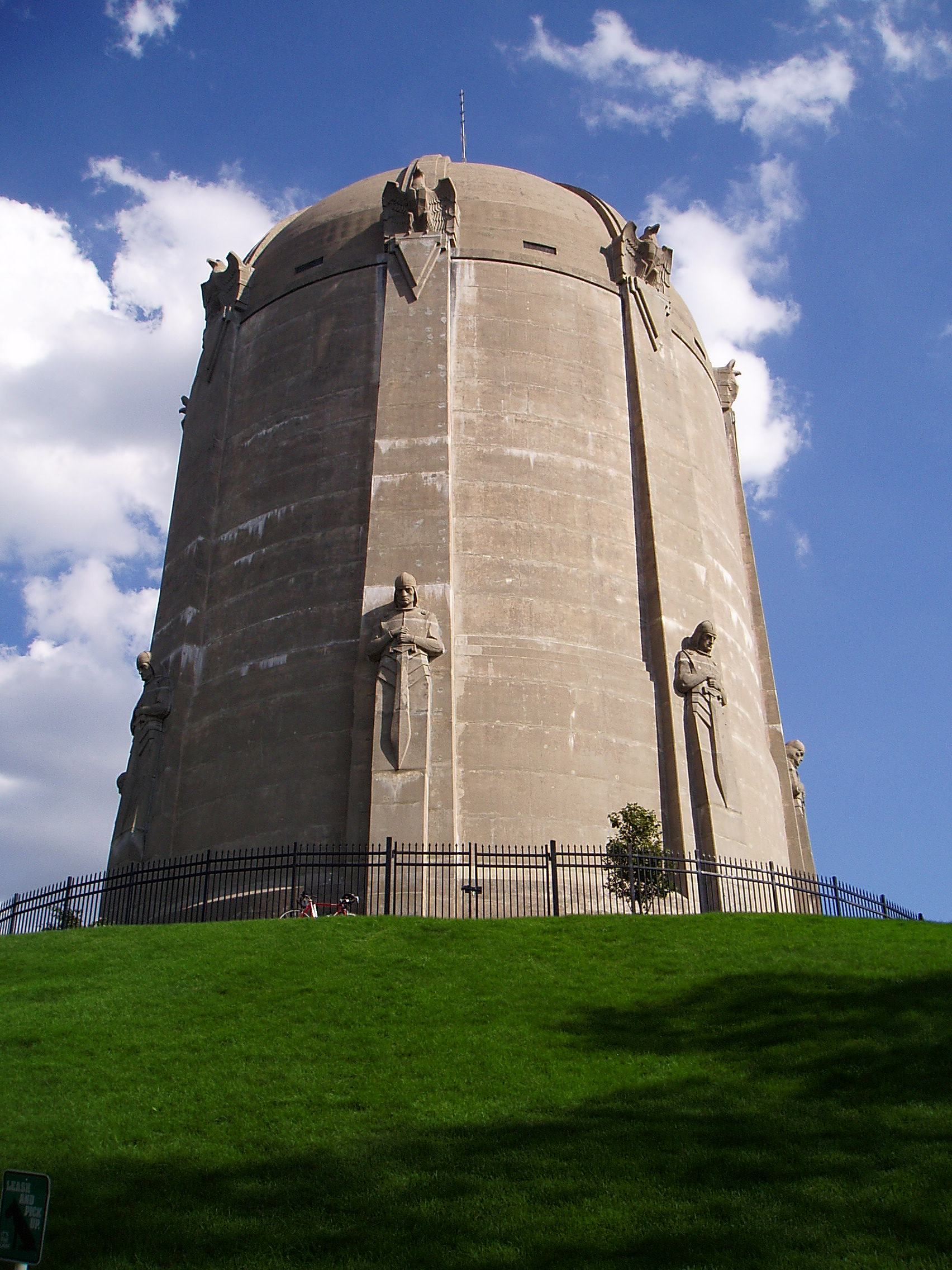
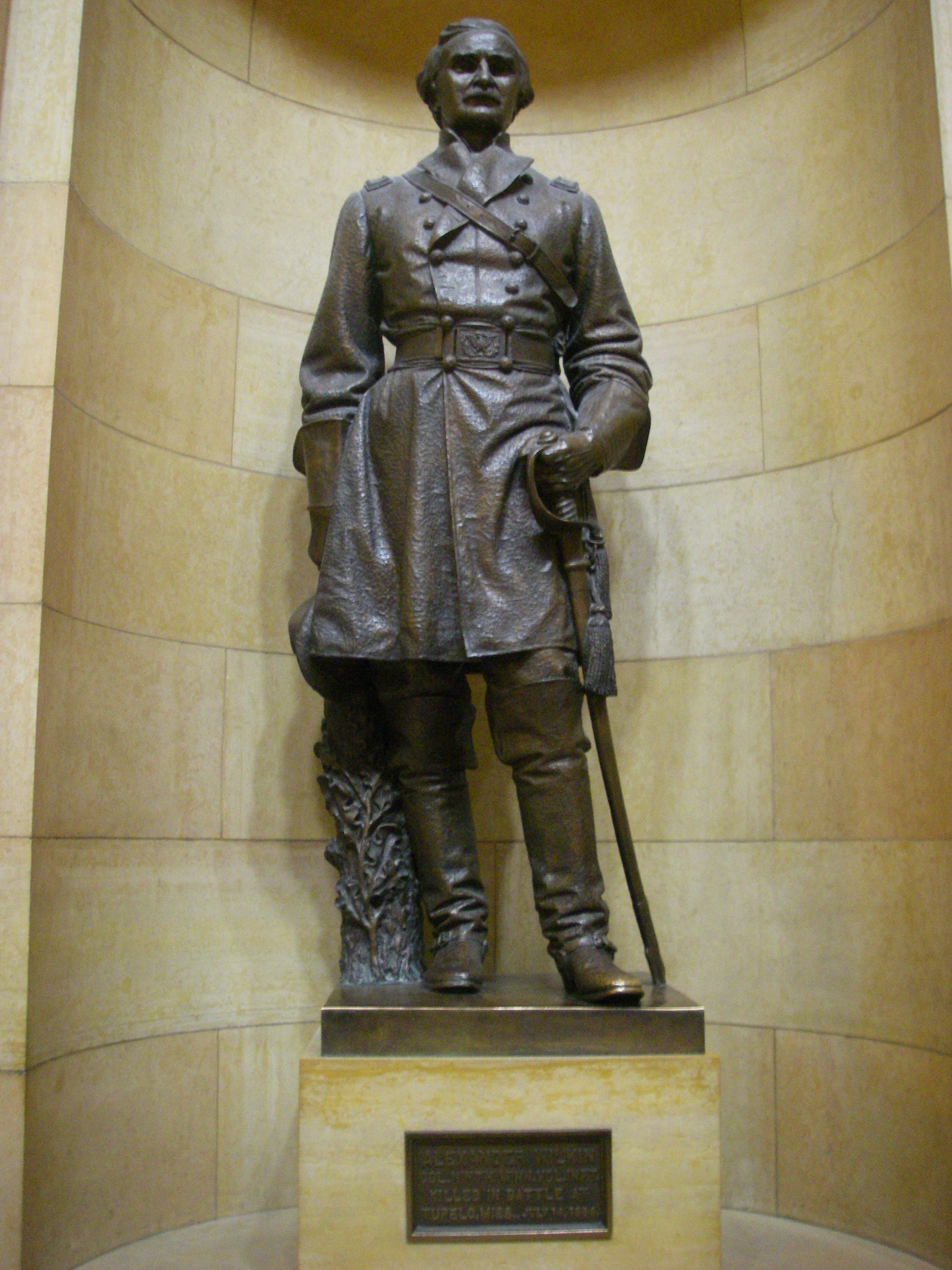
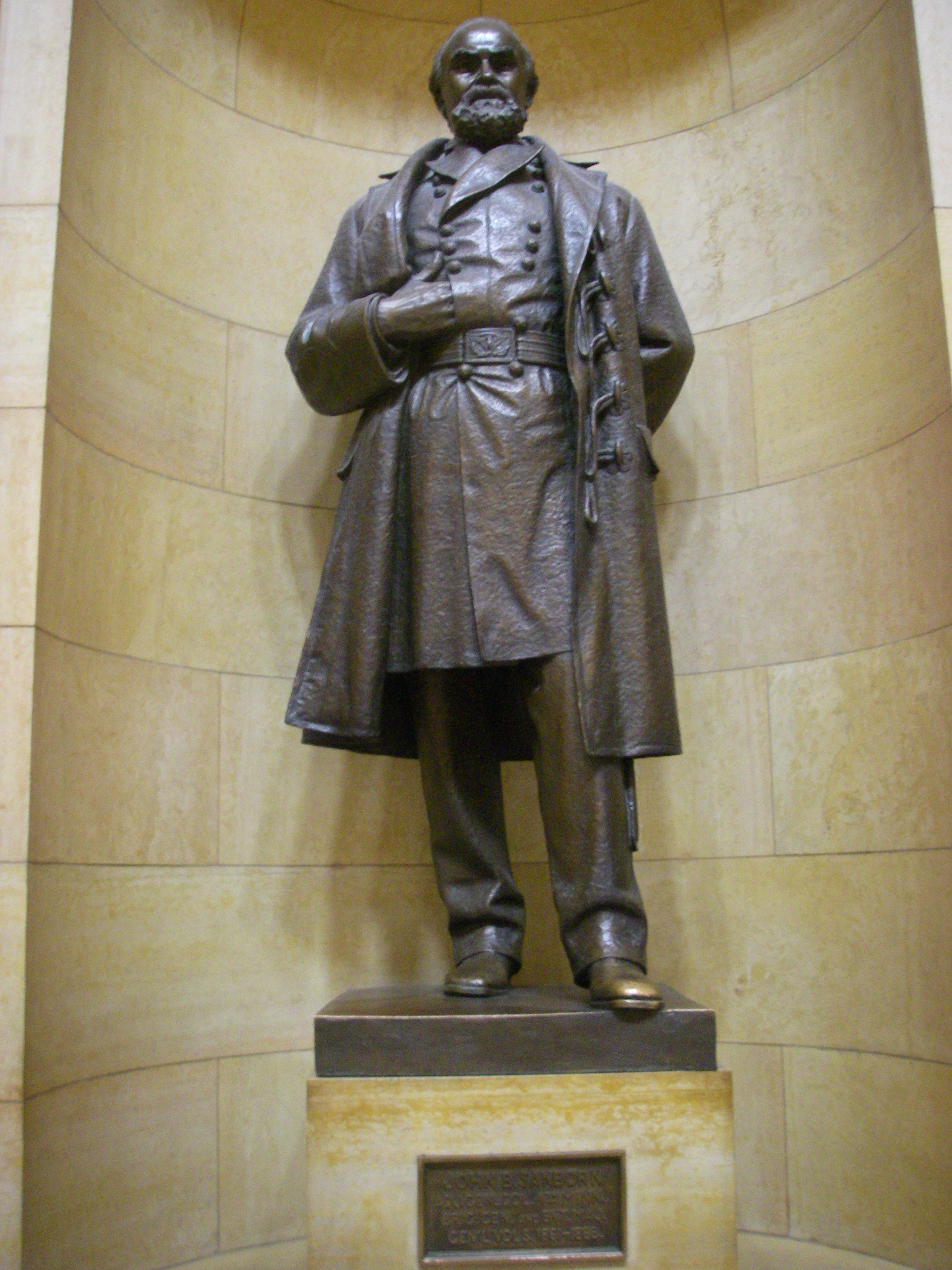
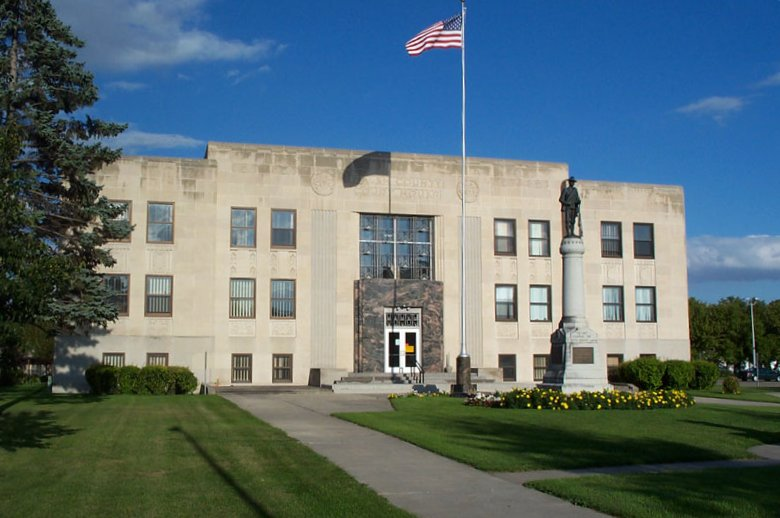
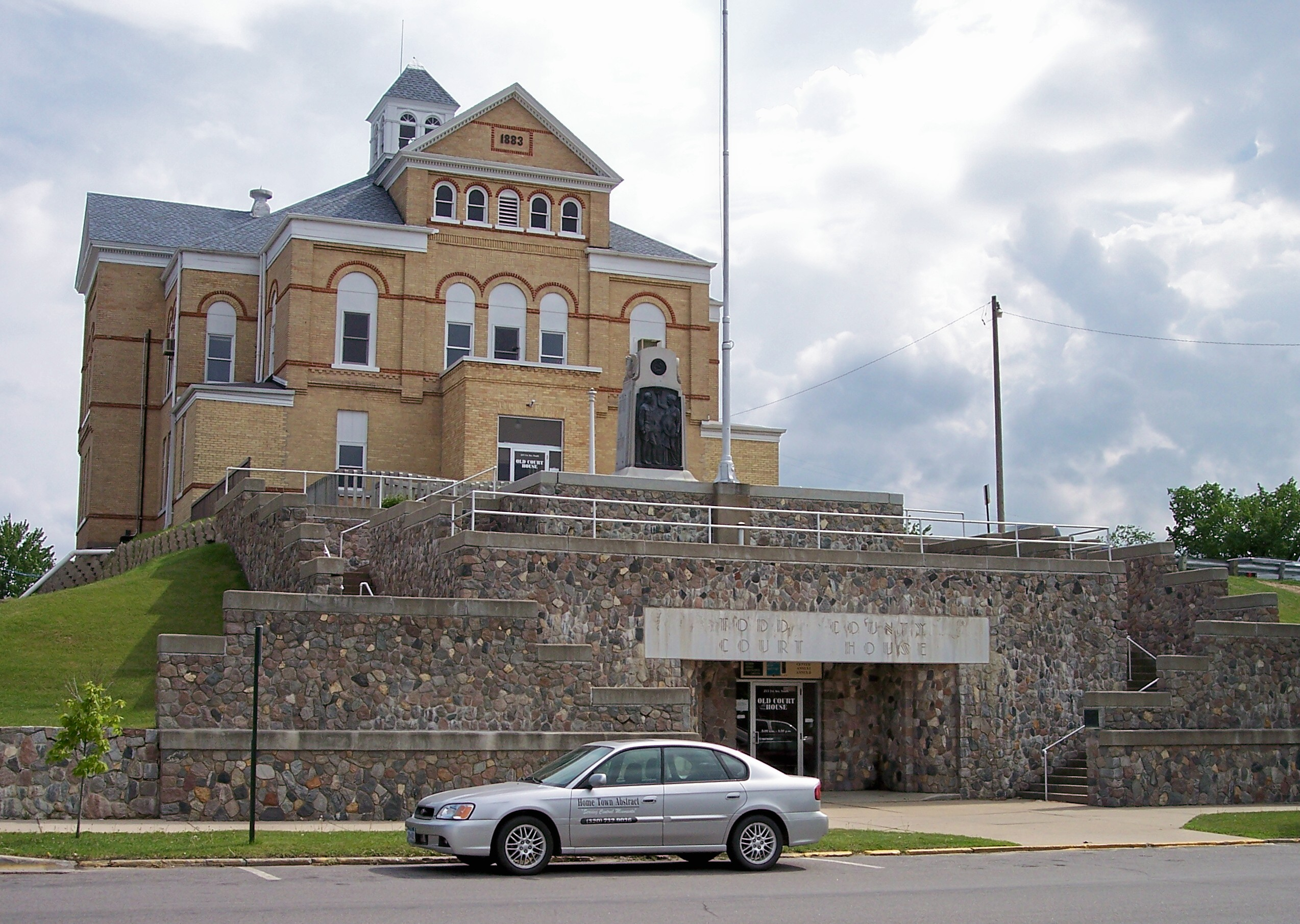
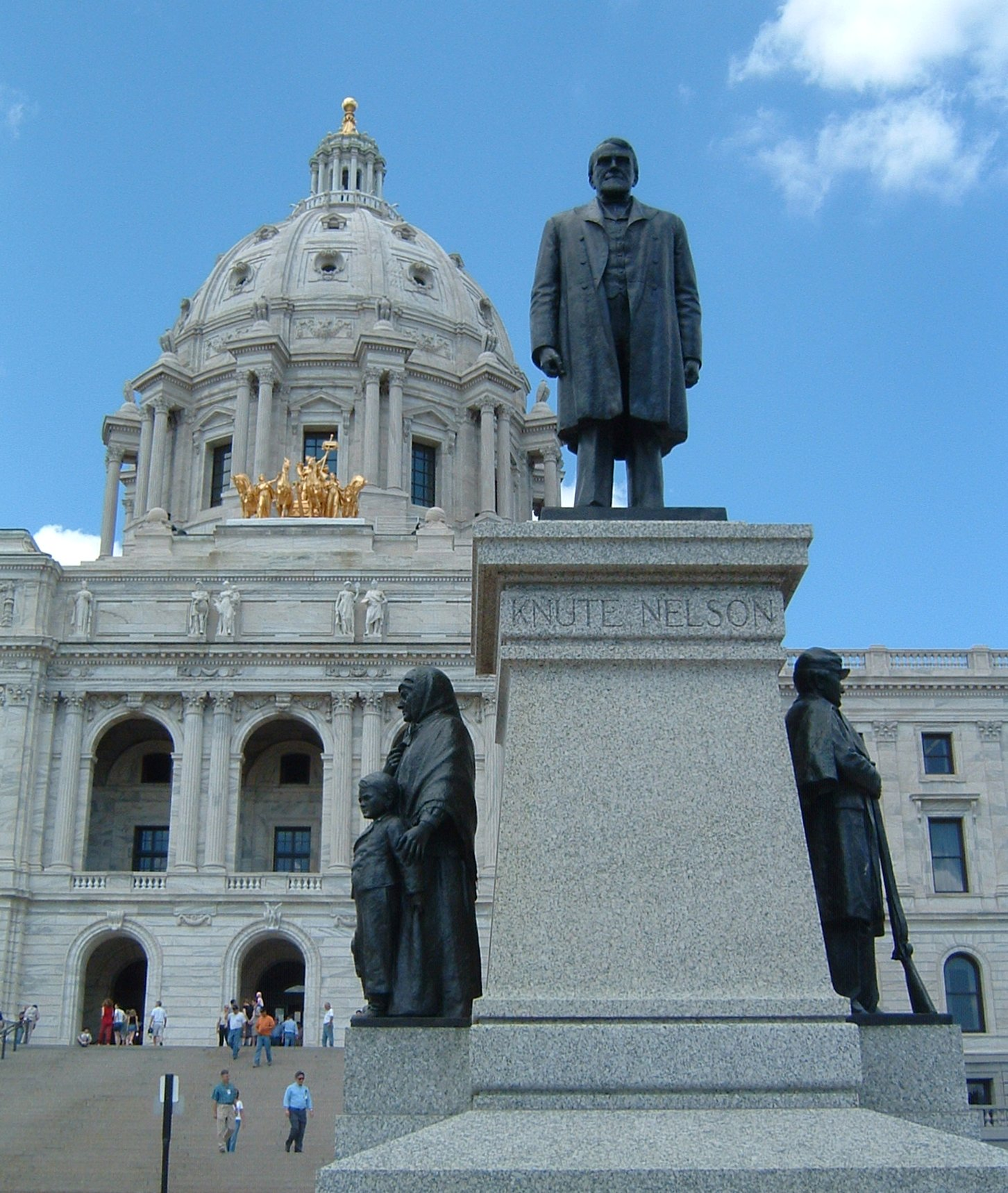